# Le miroir se brisa
Pour les articles homonymes, voir Le miroir se brisa (homonymie).
Le miroir se brisa (titre original : The Mirror Crack'd from Side to Side) est un roman policier d'Agatha Christie publié le 12 novembre 1962 au Royaume-Uni, et mettant en scène Miss Marple. Il est publié en septembre 1963 aux États-Unis sous le titre simplifié The Mirror Crack'd, et la même année en France.

## Résumé
Jason Rudd, un réalisateur renommé, et sa femme, la célèbre actrice Marina Gregg, viennent s'installer dans le village de St. Mary Mead pour tourner un prochain film. Peu de temps après, une réception est donnée dans leur demeure, à l'occasion de la fête des Ambulanciers de St John. La secrétaire de l'association St John, par ailleurs grande admiratrice de Marina Gregg, trouve la mort après l'absorption, en pleine réception, d'un tranquillisant légal mais néanmoins mortel à forte dose. 
Un inspecteur de Scotland Yard, Dermot Craddock est alors envoyé sur place pour élucider ce meurtre, dont la victime aurait dû être, selon toute vraisemblance, Marina Gregg. Épaulé par une Miss Marple vieillissante, mais toujours alerte, et forte de sa connaissance de la nature humaine, il va se plonger dans la vie privée de la star, où la vérité n'est pas toujours là où on l'attend.

## Personnages
- Enquêteurs
  - Jane Marple
  - Dermot Craddock : inspecteur de Scotland Yard

- Victime
  - Heather Badcock : morte empoisonnée

- Suspects
  - Marina Gregg : actrice de talent.
  - Jason Rudd : réalisateur et cinquième mari de Marina.
  - Ella Zielinsky : secrétaire personnelle de Jason Rudd.
  - Hailey Preston : attaché de presse de Jason Rudd.
  - Lola Brewster : star internationale et ancienne rivale de Marina Gregg.
  - Ardwyck Fenn : magnat de la télévision et du cinéma, très vieil ami de Marina Gregg.
  - Margot Bence : photographe londonienne.
  - Arthur Badcock : mari mou et effacé de Heather.
  - Giuseppe : majordome italien.

- Autres personnages
  - Dolly Bantry : veuve du colonel Bantry
  - Mlle Knight : aide à domicile de Miss Marple.
  - Cherry Baker : femme de ménage de Miss Marple.
  - Gladys Dixon : amie de Cherry qui travaille au studio.

## Commentaires

### Contexte du roman
Agatha Christie, très frappée par un épisode douloureux de la vie de l'actrice américaine Gene Tierney – qui avait contracté la rubéole durant l'une de ses grossesses et ensuite mis au monde une petite fille aveugle et mentalement retardée –, imagina par la suite une intrigue criminelle entièrement basée sur une tragédie frappant également une actrice au sommet de sa gloire.

### Titre
Le titre anglais du roman, The Mirror Crack'd from Side to Side, provient de l'un des vers du poème The Lady of Shalott (1833) d'Alfred Tennyson :
« The mirror crack'd from side to side;
"The curse is come upon me," cried
The Lady of Shalott. »
— Alfred Tennyson, The Lady of Shalott (Partie III)

« Le miroir se brisa de part en part;
"La malédiction s'abat sur moi," s'écria
La Dame de Shalott »
— The Lady of Shalott (Partie III)

### Liens avec d'autres œuvres
On retrouve Mme Bantry, désormais veuve depuis quelques années, déjà rencontrée dans le recueil de nouvelles Miss Marple au Club du Mardi (1932) et le roman Un cadavre dans la bibliothèque (1942) aux côtés de son mari.

## Éditions
anglaises
- (en) The Mirror Crack'd from Side to Side, Londres, Collins Crime Club, 12 novembre 1962, 256 p.
- (en) The Mirror Crack'd, New York, Dodd, Mead and Company, septembre 1963, 246 p.

françaises
- Le miroir se brisa  (trad. Henri Thies), Paris, Librairie des Champs-Élysées, coll. « Le Masque » (no 815), 1963, 255 p. (BNF 32950727)
- Le miroir se brisa (trad. Michel Averlant), dans : L'Intégrale : Agatha Christie  (trad. de l'anglais, préf. Jacques Baudou), t. 11 : Les années 1958-1964, Paris, Librairie des Champs-Élysées, coll. « Les Intégrales du Masque », 1998, 1336 p. (ISBN 2-7024-2439-2, BNF 36200551)

## Adaptations
- 1980 : Le miroir se brisa (The Mirror Crack'd), film britannique de Guy Hamilton, avec Angela Lansbury dans le rôle de Miss Marple ;
- 1992 : Le miroir se brisa (The Mirror Crack'd from Side to Side), téléfilm de la série britannique Miss Marple de BBC One, avec Joan Hickson dans le rôle de Marple ;
- 1998 : The Mirror Crack'd from Side to Side, feuilleton radiophonique de BBC Radio 4, avec June Whitfield donnant sa voix à Marple ;
- 2003 : Shubho Mahurat, film indien de Rituparno Ghosh ;
- 2011 : Le miroir se brisa (The Mirror Crack'd from Side to Side), téléfilm de la série britannique Miss Marple d'ITV, avec Julia McKenzie dans le rôle de Marple.
- 2017 : Le miroir se brisa, épisode 18 de la saison 2 des Petits Meurtres d'Agatha Christie. Le personnage de miss Marple y est absent, remplacé par le trio formé du commissaire Swan Laurence, de la journaliste Alice Avril et de la secrétaire Marlène Leroy, respectivement interprétés par Samuel Labarthe, Blandine Bellavoir et Elodie Frenck.